# جان واینزوایگ
جان واینزوایگ (لهستانی: John Weinzweig; ۱۱ مارس ۱۹۱۳ – ۲۴ اوت ۲۰۰۶) آهنگساز و موسیقی‌دان یهودی لهستانی‌تبار اهل کانادا بود.
از افتخارات وی میتوان به کسب مدال نقره موسیقی بی‌کلام و مجلسی در بخش مسابقات هنری بازی‌های المپیک تابستانی ۱۹۴۸ اشاره کرد.